# Ligue des champions féminine de la CAF 2024
Navigation
2023 2025

La Ligue des champions féminine de la CAF 2024 est la quatrième édition de la plus importante compétition inter-clubs africaine de football féminin. Le tournoi final est prévu du 9 au 23 novembre 2024 au Maroc.

## Désignation du pays hôte
Le 16 octobre 2024, la CAF annonce que le tournoi se tiendra au Maroc, comme l'édition 2022.

## Format
Huit clubs participent à la compétition : le champion du pays hôte, le champion en titre et les six clubs vainqueurs des tournois qualificatifs organisés par zones.
Ces huit équipes sont réparties en deux groupes de quatre équipes. Les deux premiers de chaque groupe sont qualifiés pour les demi-finales.

## Qualifications

### UNAF
Le tournoi est prévu du 21 au 31 août 2024 dans la ville d'Alger. Le tirage au sort des rencontres se déroule le 24 juillet 2024. Le tournoi a finalement lieu dans le stade Salem Mabrouki de Rouïba.

#### Participants
| Pays    | Club           | Participation | Meilleur résultat           |
| ------- | -------------- | ------------- | --------------------------- |
| Algérie | CF Akbou       | 1re           | –                           |
| Égypte  | Tutankhamun FC | 1re           | –                           |
| Maroc   | AS FAR         | 4e            | Champion continental (2022) |
| Tunisie | ASF Sousse     | 2e            | 4e UNAF (2023)              |

#### Résultats
| Rang | Équipe         | Pts | J | G | N | P | Bp | Bc | Diff |  | Résultats      |  |     |     |     |
| ---- | -------------- | --- | - | - | - | - | -- | -- | ---- |  | -------------- |  | --- | --- | --- |
| 1    | AS FAR         | 9   | 3 | 3 | 0 | 0 | 10 | 0  | +10  |  | AS FAR         |  | 1-0 | 4-0 | 5-0 |
| 2    | Tutankhamun FC | 6   | 3 | 2 | 0 | 1 | 11 | 3  | +8   |  | Tutankhamun FC |  |     | 4-2 | 7-0 |
| 3    | CF Akbou       | 3   | 3 | 1 | 0 | 2 | 6  | 9  | -3   |  | CF Akbou       |  |     |     | 4-1 |
| 4    | ASF Sousse     | 0   | 3 | 0 | 0 | 3 | 1  | 16 | -15  |  | ASF Sousse     |  |     |     |     |

#### Statistiques individuelles
|    | Joueuse                 | Club                | Buts |
| -- | ----------------------- | ------------------- | ---- |
| 1. | Sandrine Niyonkuru (en) | Tutankhamun FC      | 5    |
| 2. | Safa Banouk             | AS FAR              | 4    |
| 3. | Najat Badri             | AS FAR              | 2    |
| 3. | Rahma Benaichouche (en) | Club Football Akbou | 2    |
| 3. | Hala Mustafa            | Tutankhamun FC      | 2    |
| 3. | Sanaâ Mssoudy           | AS FAR              | 2    |
| 7. | Douha Ahmamou           | AS FAR              | 1    |
| 7. | Wassila Alouache        | Club Football Akbou | 1    |
| 7. | Ikram Bahri             | Club Football Akbou | 1    |
| 7. | Farah El Mahdy          | Tutankhamun FC      | 1    |
| 7. | Savianna Gómez (en)     | AS FAR              | 1    |
| 7. | Naima Lamari            | Club Football Akbou | 1    |
| 7. | Eya Mejri               | ASF Sousse          | 1    |
| 7. | Amira Mohamed           | Tutankhamun FC      | 1    |
| 7. | Khouloud Ournani        | Club Football Akbou | 1    |
| 7. | Ahd Tarek               | Tutankhamun FC      | 1    |
| 7. | Hasnath Ubamba          | Tutankhamun FC      | 1    |

### UFOA zone A
Le tournoi se déroule du 1er au 11 août 2024 en Sierra Leone. Quatrièmes avant la dernière journée, les Aigles de la Médina dominent les Determine Girls et profitent du match nul des hôtes, les Mogbwemo Queens pour remporter le tournoi. Elles deviennent la première équipe sénégalaise à se qualifier pour la phase finale.

#### Participants
| Pays         | Club                | Participation | Meilleur résultat                         |
| ------------ | ------------------- | ------------- | ----------------------------------------- |
| Gambie       | Red Scorpion        | 1re           | –                                         |
| Libéria      | Determine Girls     | 4e            | Phase de poules continentale (2022)       |
| Mali         | AS Mandé            | 4e            | Phase de poules continentale (2021, 2023) |
| Sénégal      | Aigles de la Médina | 1re           | –                                         |
| Sierra Leone | Mogbwemo Queens     | 2e            | Phase de poules UFOA-A (2023)             |

#### Résultats
| Rang | Équipe              | Pts | J | G | N | P | Bp | Bc | Diff |  | Résultats           |  |     |     |     |     |
| ---- | ------------------- | --- | - | - | - | - | -- | -- | ---- |  | ------------------- |  | --- | --- | --- | --- |
| 1    | Aigles de la Médina | 7   | 4 | 2 | 1 | 1 | 6  | 5  | +1   |  | Aigles de la Médina |  | 2-2 | 2-1 | 2-0 | 0-2 |
| 2    | Mogbwemo Queens     | 6   | 4 | 1 | 3 | 0 | 4  | 3  | +1   |  | Mogbwemo Queens     |  |     | 2-1 | 0-0 | 0-0 |
| 3    | Determine Girls     | 6   | 4 | 2 | 0 | 2 | 7  | 6  | +1   |  | Determine Girls     |  |     |     | 2-1 | 3-1 |
| 4    | Red Scorpion        | 4   | 4 | 1 | 1 | 2 | 2  | 4  | -2   |  | Red Scorpion        |  |     |     |     | 1-0 |
| 5    | AS Mandé            | 4   | 4 | 1 | 1 | 2 | 3  | 4  | -1   |  | AS Mandé            |  |     |     |     |     |

#### Statistiques individuelles
|    | Joueuse             | Club                | Buts |
| -- | ------------------- | ------------------- | ---- |
| 1. | Bountou Sylla (en)  | Determine Girls     | 4    |
| 2. | Fatoumata Diarra    | AS Mandé            | 2    |
| 2. | Catherine Jatta     | Determine Girls     | 2    |
| 2. | Méta Kandé          | Aigles de la Médina | 2    |
| 2. | Mbène Kane          | Aigles de la Médina | 2    |
| 6. | Haby Baldé          | Aigles de la Médina | 1    |
| 6. | Mbassey Darboe      | Determine Girls     | 1    |
| 6. | Marie Diokh         | Aigles de la Médina | 1    |
| 6. | Kaddijatou Jatta    | Red Scorpion        | 1    |
| 6. | Kadiatu Kamara      | Mogbwemo Queens     | 1    |
| 6. | Rashida Kamara      | Mogbwemo Queens     | 1    |
| 6. | Yasso Oriata Konaté | AS Mandé            | 1    |
| 6. | Kumba Kuyateh       | Red Scorpion        | 1    |
| 6. | Nadi Quade          | Mogbwemo Queens     | 1    |
| 6. | Mariama Sambú       | Mogbwemo Queens     | 1    |

### UFOA zone B
Le tournoi se déroule du 11 au 23 août 2024 au stade de la Paix et au Bouaké Stadium à Bouaké (Côte d'Ivoire). Les Togolaises d'Amis du Monde déclarent forfait pour manque de moyens financiers. Elles sont remplacées par l'ASKO.

#### Participants
| Pays          | Club                  | Participation | Meilleur résultat            |
| ------------- | --------------------- | ------------- | ---------------------------- |
| Bénin         | Aïnonvi FC            | 1re           | –                            |
| Burkina Faso  | AO Étincelles du Faso | 1re           | –                            |
| Côte d'Ivoire | Inter d'Abidjan       | 1re           | –                            |
| Ghana         | Hasaacas Ladies       | 2e            | Finaliste continental (2021) |
| Niger         | AS Garde nationale    | 1re           | –                            |
| Nigeria       | Edo Queens            | 1re           | –                            |
| Togo          | ASKO de Kara          | 1re           | –                            |

#### Résultats

##### Groupe A
| Rang | Équipe          | Pts | J | G | N | P | Bp | Bc | Diff |  | Résultats       |  |     |     |
| ---- | --------------- | --- | - | - | - | - | -- | -- | ---- |  | --------------- |  | --- | --- |
| 1    | Aïnonvi FC      | 6   | 2 | 2 | 0 | 0 | 4  | 2  | +2   |  | Aïnonvi FC      |  | 2-1 | 2-1 |
| 2    | Inter d'Abidjan | 3   | 2 | 1 | 0 | 1 | 5  | 5  | 0    |  | Inter d'Abidjan |  |     | 4-3 |
| 3    | ASKO            | 0   | 2 | 0 | 0 | 2 | 4  | 6  | -2   |  | ASKO            |  |     |     |

##### Groupe B
| Rang | Équipe        | Pts | J | G | N | P | Bp | Bc | Diff |  | Résultats     |  |     |     |     |
| ---- | ------------- | --- | - | - | - | - | -- | -- | ---- |  | ------------- |  | --- | --- | --- |
| 1    | Edo Queens    | 9   | 3 | 3 | 0 | 0 | 9  | 0  | +9   |  | Edo Queens    |  | 1-0 | 3-0 | 5-0 |
| 2    | AO Étincelles | 4   | 3 | 1 | 1 | 1 | 6  | 2  | +4   |  | AO Étincelles |  |     | 0-0 | 6-1 |
| 3    | Hasaacas      | 4   | 3 | 1 | 1 | 1 | 6  | 4  | +2   |  | Hasaacas      |  |     |     | 6-1 |
| 4    | AS GN         | 0   | 3 | 0 | 0 | 3 | 2  | 17 | -15  |  | AS GN         |  |     |     |     |

##### Phase finale
|  | Demi-finales    | Demi-finales    | Demi-finales | Demi-finales |                               |            | Finale | Finale | Finale | Finale |
|  |                 |                 |              |              |                               |            |        |        |        |        |
|  |                 |                 |              |              |                               |            |        |        |        |        |
|  | 1er A           | Aïnonvi FC      | 1            | 1            |                               |            |        |        |        |        |
|  | 1er A           | Aïnonvi FC      | 1            | 1            |                               |            |        |        |        |        |
|  | 2e B            | AO Étincelles   | 0            | 0            |                               |            |        |        |        |        |
|  | 2e B            | AO Étincelles   | 0            | 0            | Aïnonvi FC                    | Aïnonvi FC | 0      | 0      |        |        |
|  |                 |                 |              |              | Aïnonvi FC                    | Aïnonvi FC | 0      | 0      |        |        |
|  |                 |                 | Edo Queens   | Edo Queens   | 3                             | 3          |        |        |        |        |
|  | 1erB            | Edo Queens      | Edo Queens   | Edo Queens   | 3                             | 3          | 2      | 2      |        |        |
|  | 1erB            | Edo Queens      |              |              |                               |            |        | 2      |        |        |
|  | 2e A            | Inter d'Abidjan | 1            | 1            |                               |            |        |        |        |        |
|  | 2e A            | Inter d'Abidjan | 1            | 1            | Match pour la troisième place |            |        |        |        |        |
|  |                 |                 |              |              |                               |            |        |        |        |        |
|  |                 |                 |              |              |                               |            |        |        |        |        |
|  | AO Étincelles   | AO Étincelles   | 0            | 0            |                               |            |        |        |        |        |
|  | AO Étincelles   | AO Étincelles   | 0            | 0            |                               |            |        |        |        |        |
|  | Inter d'Abidjan | Inter d'Abidjan | 1            | 1            |                               |            |        |        |        |        |
|  | Inter d'Abidjan | Inter d'Abidjan | 1            | 1            |                               |            |        |        |        |        |

#### Statistiques individuelles
|               | Joueuse                  | Club            | Buts |
| ------------- | ------------------------ | --------------- | ---- |
| 1.            | Emem Essien              | Edo Queens      | 6    |
| 2.            | Suliat Abideen           | Edo Queens      | 3    |
| 2.            | Espérance Agbo (en)      | Inter d'Abidjan | 3    |
| Comfort Owusu | Hasaacas                 | 3               |      |
| 5.            | Melissa Sandrine Behinan | Inter d'Abidjan | 2    |
| 5.            | Yasminath Djibril        | Aïnonvi FC      | 2    |
| 5.            | Alice Gbati              | ASKO            | 2    |
| 5.            | Rahina Moussa Hassane    | AS GNN          | 2    |
| 5.            | Mounifatou Helbi         | AO Etincelles   | 2    |
| 5.            | Blessing Ilivieda        | Edo Queens      | 2    |
| 5.            | Faridatou Ligali         | Aïnonvi FC      | 2    |
| 12.           | Grace Animah             | Hasaacas        | 1    |
| 12.           | Adama Congo (en)         | AO Etincelles   | 1    |
| 12.           | Mama Junior Fofana       | Inter d'Abidjan | 1    |
| 12.           | Deborah Guira            | AO Etincelles   | 1    |
| 12.           | Dossi Germaine Honfo     | Aïnonvi FC      | 1    |
| 12.           | Joy Jerry                | Edo Queens      | 1    |
| 12.           | Solim Kadanga            | ASKO            | 1    |
| 12.           | Tatiana Kayaba           | ASKO            | 1    |
| 12.           | Esther Chioma Moses      | Edo Queens      | 1    |
| 12.           | Sandrine Niamien (en)    | Inter d'Abidjan | 1    |
| 12.           | Abigail Sakyiwaa         | Hasaacas        | 1    |
| 12.           | Aicha Sawadogo           | AO Etincelles   | 1    |
| 12.           | Fatoumata Tamboura       | Hasaacas        | 1    |

### UNIFFAC
Le tournoi se déroule à Kinshasa (RD Congo) du 16 au 24 août 2024.
Lors de la troisième journée, les Congolaises du TP Mazembe et les Camerounaises du Lekié FF se quittent dos à dos (1-1), permettant aux hôtes congolaises de remporter le tournoi. C'est la deuxième fois que Mazembe se qualifie pour la phase finale après l'édition 2022.

#### Participants
| Pays               | Club              | Participation | Meilleur résultat                   |
| ------------------ | ----------------- | ------------- | ----------------------------------- |
| Cameroun           | Lekié FF          | 1re           | –                                   |
| Congo              | CSM Diables Noirs | 1re           | –                                   |
| RD Congo           | TP Mazembe        | 3e            | Phase de poules continentale (2022) |
| Guinée équatoriale | Atletico Malabo   | 1re           | –                                   |

#### Résultats
| Rang | Équipe            | Pts | J | G | N | P | Bp | Bc | Diff |  | Résultats         |  |     |     |     |
| ---- | ----------------- | --- | - | - | - | - | -- | -- | ---- |  | ----------------- |  | --- | --- | --- |
| 1    | TP Mazembe        | 7   | 3 | 2 | 1 | 0 | 12 | 1  | +11  |  | TP Mazembe        |  | 1-1 | 4-0 | 7-0 |
| 2    | Lekié FF          | 5   | 3 | 1 | 2 | 0 | 5  | 0  | +5   |  | Lekié FF          |  |     | 5-0 | 0-0 |
| 3    | Atletico Malabo   | 3   | 3 | 1 | 0 | 2 | 3  | 11 | -8   |  | Atletico Malabo   |  |     |     | 3-2 |
| 4    | CSM Diables Noirs | 1   | 3 | 0 | 1 | 2 | 2  | 10 | -8   |  | CSM Diables Noirs |  |     |     |     |

#### Statistiques individuelles
|    | Joueuse                    | Club              | Buts |
| -- | -------------------------- | ----------------- | ---- |
| 1. | Esther Dikisha Bushiri     | TP Mazembe        | 4    |
| 2. | Merveille Nanguji Kanjinga | TP Mazembe        | 3    |
| 3. | Tessy Kesiena              | Atlético Malabo   | 2    |
| 3. | Priscille Kreto (ha)       | TP Mazembe        | 2    |
| 3. | Adrienne Mekuko            | Lekié FF          | 2    |
| 6. | Thelma Baffour             | TP Mazembe        | 1    |
| 6. | Ernestine Heutchou         | Lekié FF          | 1    |
| 6. | Dedina Mabonzo             | CSM Diables Noirs |      |
| 6. | Yvana Makana Yakana        | Lekié FF          | 1    |
| 6. | Fuka Malembe               | CSM Diables Noirs |      |
| 6. | Émeraude Mawanda           | TP Mazembe        | 1    |
| 6. | Claudia Maye               | Atlético Malabo   | 1    |
| 6. | Raissa Nnanga              | Lekié FF          | 1    |
| 6. | Lys Tiwa                   | Lekié FF          | 1    |
| 6. | Belange Vukulu             | TP Mazembe        | 1    |

### CECAFA
Le tournoi est prévu du 17 août au 4 septembre à Addis-Abeba (Éthiopie).

#### Participants
| Pays          | Club                 | Participation | Meilleur résultat                         |
| ------------- | -------------------- | ------------- | ----------------------------------------- |
| Burundi       | PVP Buyenzi          | 2e            | Phase de poules CECAFA (2021)             |
| Djibouti      | FAD                  | 3e            | Phase de poules CECAFA (2021, 2023)       |
| Éthiopie      | CBE FC               | 4e            | Finaliste CECAFA (2021, 2023)             |
| Kenya         | Kenya Police Bullets | 1re           | –                                         |
| Ouganda       | Kawempe Muslim       | 1re           | –                                         |
| Rwanda        | Rayon Sports         | 1re           | –                                         |
| Soudan du Sud | Yei Joint Stars      | 4e            | Phase de poules CECAFA (2021, 2022, 2023) |
| Tanzanie      | Simba Queens         | 3e            | Demi-finale continentale (2022)           |

#### Résultats

##### Groupe A
| Rang | Équipe          | Pts | J | G | N | P | Bp | Bc | Diff |  | Résultats       |  |     |     |     |
| ---- | --------------- | --- | - | - | - | - | -- | -- | ---- |  | --------------- |  | --- | --- | --- |
| 1    | CBE             | 9   | 3 | 3 | 0 | 0 | 9  | 3  | +6   |  | CBE             |  | 2-1 | 4-0 | 3-2 |
| 2    | Police Bullets  | 4   | 3 | 1 | 1 | 1 | 2  | 2  | 0    |  | Police Bullets  |  |     | 0-0 | 1-0 |
| 3    | Yei Joint Stars | 4   | 3 | 1 | 1 | 1 | 2  | 5  | -3   |  | Yei Joint Stars |  |     |     | 2-1 |
| 4    | Rayon Sports    | 0   | 3 | 0 | 0 | 3 | 3  | 6  | -3   |  | Rayon Sports    |  |     |     |     |

##### Groupe B
| Rang | Équipe         | Pts | J | G | N | P | Bp | Bc | Diff |  | Résultats      |  |     |     |      |
| ---- | -------------- | --- | - | - | - | - | -- | -- | ---- |  | -------------- |  | --- | --- | ---- |
| 1    | Simba Queens   | 7   | 3 | 2 | 1 | 0 | 10 | 2  | +8   |  | Simba Queens   |  | 3-0 | 2-2 | 5-0  |
| 2    | Kawempe Muslim | 6   | 3 | 2 | 0 | 1 | 12 | 3  | +9   |  | Kawempe Muslim |  |     | 2-0 | 10-0 |
| 3    | PVP Buyenzi    | 2   | 3 | 0 | 2 | 1 | 2  | 4  | -2   |  | PVP Buyenzi    |  |     |     | 0-0  |
| 4    | FAD            | 1   | 3 | 0 | 1 | 2 | 0  | 15 | -15  |  | FAD            |  |     |     |      |

##### Phase finale
|  | Demi-finales   | Demi-finales   | Demi-finales   | Demi-finales   |                               |     | Finale | Finale | Finale | Finale |
|  |                |                |                |                |                               |     |        |        |        |        |
|  |                |                |                |                |                               |     |        |        |        |        |
|  | 1er A          | CBE            | 2              | 2              |                               |     |        |        |        |        |
|  | 1er A          | CBE            | 2              | 2              |                               |     |        |        |        |        |
|  | 2e B           | Kawempe Muslim | 1              | 1              |                               |     |        |        |        |        |
|  | 2e B           | Kawempe Muslim | 1              | 1              | CBE                           | CBE | 1      | 1      |        |        |
|  |                |                |                |                | CBE                           | CBE | 1      | 1      |        |        |
|  |                |                | Police Bullets | Police Bullets | 0                             | 0   |        |        |        |        |
|  | 1erB           | Simba Queens   | Police Bullets | Police Bullets | 0                             | 0   | 2      | 2      |        |        |
|  | 1erB           | Simba Queens   |                |                |                               |     |        | 2      |        |        |
|  | 2e A           | Police Bullets | 3              | 3              |                               |     |        |        |        |        |
|  | 2e A           | Police Bullets | 3              | 3              | Match pour la troisième place |     |        |        |        |        |
|  |                |                |                |                |                               |     |        |        |        |        |
|  |                |                |                |                |                               |     |        |        |        |        |
|  | Kawempe Muslim | Kawempe Muslim | 2              | 2              |                               |     |        |        |        |        |
|  | Kawempe Muslim | Kawempe Muslim | 2              | 2              |                               |     |        |        |        |        |
|  | Simba Queens   | Simba Queens   | 0              | 0              |                               |     |        |        |        |        |
|  | Simba Queens   | Simba Queens   | 0              | 0              |                               |     |        |        |        |        |

#### Statistiques individuelles
|     | Joueuse               | Club            | Buts |
| --- | --------------------- | --------------- | ---- |
| 1.  | Senaf Wakuma          | CBE             | 6    |
| 2.  | Hadijah Nandago       | Kawempe Muslim  | 5    |
| 3.  | Vivian Corazone (en)  | Simba Queens    | 4    |
| 4.  | Aregash Khalsa        | CBE             | 3    |
| 4.  | Shadia Nabirye        | Kawempe Muslim  | 3    |
| 4.  | Agnes Nabukenya       | Kawempe Muslim  | 3    |
| 4.  | Asha Rashid (en)      | Simba Queens    | 3    |
| 4.  | Jentrix Shikangwa     | Simba Queens    | 3    |
| 9.  | Rebecca Okwaro        | Police Bullets  | 2    |
| 9.  | Elizabeth Wambui (en) | Simba Queens    | 2    |
| 11. | Purity Anyetu         | Police Bullets  | 1    |
| 11. | Ember Asfaw           | CBE             | 1    |
| 11. | Rukiya Bizimana       | PVP Buyenzi     | 1    |
| 11. | Modong Jeska Simaya   | Yei Joint Stars | 1    |
| 11. | Lucy Jira             | Police Bullets  | 1    |
| 11. | Mary Kabacurezi       | Kawempe Muslim  | 1    |
| 11. | Halima Kampi          | Kawempe Muslim  | 1    |
| 11. | Aniet Maduok          | Yei Joint Stars | 1    |
| 11. | Charity Midewa        | Rayon Sports    | 1    |
| 11. | Jeanne Mukandayisenga | Rayon Sports    | 1    |
| 11. | Sumayo Nabuto         | Kawempe Muslim  | 1    |
| 11. | Rebecca Nakato        | Kawempe Muslim  | 1    |
| 11. | Mesay Temesgen        | CBE             | 1    |
| 11. | Jeannette Ukwikunda   | Rayon Sports    | 1    |
| 11. | Diana Wacera          | Police Bullets  | 1    |
| 11. | Tarikwa Yakura        | CBE             | 1    |

### COSAFA
Le tournoi est prévu à Blantyre (Malawi) du 16 au 24 août 2024.

#### Participants
Les Mamelodi Sundowns, tenantes du titre continental, sont qualifiées d'office pour la phase finale.
| Pays           | Club             | Participation | Meilleur résultat                   |
| -------------- | ---------------- | ------------- | ----------------------------------- |
| Afrique du Sud | UWC LFC          | 1re           | –                                   |
| Botswana       | Gaborone United  | 1re           | –                                   |
| Eswatini       | Young Buffaloes  | 3e            | Phase de poules COSAFA (2022, 2023) |
| Malawi         | Ascent Academy   | 1re           | –                                   |
| Mozambique     | UD Lichinga      | 1re           | –                                   |
| Namibie        | FC Ongos         | 2e            | Phase de poules COSAFA (2021)       |
| Zambie         | Green Buffaloes  | 4e            | Phase de poules continentale (2022) |
| Zimbabwe       | Herentals Queens | 1re           | –                                   |

#### Résultats

##### Groupe A
| Rang | Équipe           | Pts | J | G | N | P | Bp | Bc | Diff |  | Résultats        |  |     |     |     |
| ---- | ---------------- | --- | - | - | - | - | -- | -- | ---- |  | ---------------- |  | --- | --- | --- |
| 1    | UWC              | 6   | 3 | 2 | 0 | 1 | 6  | 2  | +4   |  | UWC              |  | 2-1 | 3-0 | 0-1 |
| 2    | Herentals Queens | 6   | 3 | 2 | 0 | 1 | 5  | 3  | +2   |  | Herentals Queens |  |     | 3-1 | 1-0 |
| 3    | FC Ongos         | 3   | 3 | 1 | 0 | 2 | 3  | 7  | -4   |  | FC Ongos         |  |     |     | 2-1 |
| 4    | Green Buffaloes  | 3   | 3 | 2 | 0 | 1 | 2  | 3  | -1   |  | Green Buffaloes  |  |     |     |     |

##### Groupe B
| Rang | Équipe          | Pts | J | G | N | P | Bp | Bc | Diff |  | Résultats       |  |     |     |     |
| ---- | --------------- | --- | - | - | - | - | -- | -- | ---- |  | --------------- |  | --- | --- | --- |
| 1    | Gaborone United | 5   | 3 | 1 | 2 | 0 | 4  | 3  | +1   |  | Gaborone United |  | 1-1 | 0-0 | 3-2 |
| 2    | Young Buffaloes | 4   | 3 | 1 | 1 | 1 | 6  | 3  | +3   |  | Young Buffaloes |  |     | 4-0 | 1-2 |
| 3    | UD Lichinga     | 4   | 3 | 1 | 1 | 1 | 1  | 4  | -3   |  | UD Lichinga     |  |     |     | 1-0 |
| 4    | Ascent Academy  | 3   | 3 | 1 | 0 | 2 | 4  | 5  | -1   |  | Ascent Academy  |  |     |     |     |

##### Phase finale
|  | Demi-finales | Demi-finales     | Demi-finales    | Demi-finales    |       |       | Finale | Finale | Finale | Finale |
|  |              |                  |                 |                 |       |       |        |        |        |        |
|  |              |                  |                 |                 |       |       |        |        |        |        |
|  | 1er A        | UWC              | 6               | 6               |       |       |        |        |        |        |
|  | 1er A        | UWC              | 6               | 6               |       |       |        |        |        |        |
|  | 2e B         | Young Buffaloes  | 0               | 0               |       |       |        |        |        |        |
|  | 2e B         | Young Buffaloes  | 0               | 0               | UWC   | UWC   | 1 (9)  | 1 (9)  |        |        |
|  |              |                  |                 |                 | UWC   | UWC   | 1 (9)  | 1 (9)  |        |        |
|  |              |                  | Gaborone United | Gaborone United | 1 (8) | 1 (8) |        |        |        |        |
|  | 1erB         | Gaborone United  | Gaborone United | Gaborone United | 1 (8) | 1 (8) | 1      | 1      |        |        |
|  | 1erB         | Gaborone United  |                 |                 |       |       |        | 1      |        |        |
|  | 2e A         | Herentals Queens | 0               | 0               |       |       |        |        |        |        |
|  | 2e A         | Herentals Queens | 0               | 0               |       |       |        |        |        |        |

#### Statistiques individuelles
|     | Joueuse                | Club             | Buts |
| --- | ---------------------- | ---------------- | ---- |
| 1.  | Bongeka Gamede (en)    | UWC              | 3    |
| 1.  | Siphilisiwe Ndlovu     | Young Buffaloes  | 3    |
| 3.  | Noxolo Cesane          | UWC              | 2    |
| 3.  | Alephar Chimbeta       | Ascent Academy   | 2    |
| 3.  | Faith Chinzimu         | Ascent Academy   | 2    |
| 3.  | Sibulele Holweni (en)  | UWC              | 2    |
| 3.  | Jessica Modise         | Gaborone United  | 2    |
| 3.  | Laone Moloi            | Gaborone United  | 2    |
| 3.  | Tenanile Ngcamphalal   | Young Buffaloes  | 2    |
| 10. | Twelikondjele Amukoto  | FC Ongos         | 1    |
| 10. | Melody Chikore         | Herentals Queens | 1    |
| 10. | Vanessa Chikupila (en) | Green Buffaloes  | 1    |
| 10. | Keitumetse Dithebe     | Gaborone United  | 1    |
| 10. | Tumbare Egness         | Herentals Queens | 1    |
| 10. | Célia João Miguel      | UD Lichinga      | 1    |
| 10. | Ilna Ndapewa Katuta    | FC Ongos         | 1    |
| 10. | Tiffany Kortje         | UWC              | 1    |
| 10. | Polite Mabika          | Herentals Queens | 1    |
| 10. | Maudy Mafuruse         | Herentals Queens | 1    |
| 10. | Fikile Magama          | UWC              | 1    |
| 10. | Koketso Nelly Mamabolo | UWC              | 1    |
| 10. | Nondumiso Manengela    | UWC              | 1    |
| 10. | Maungo Maponga         | Gaborone United  | 1    |
| 10. | Alice Moyo             | Herentals Queens | 1    |
| 10. | Natasha Nanyangwe      | Green Buffaloes  | 1    |
| 10. | Ntombifikile Ndlovu    | UWC              | 1    |
| 10. | Celiwe Nkambule        | Young Buffaloes  | 1    |
| 10. | Beverly Uueziua (en)   | FC Ongos         | 1    |

## Phase finale

### Participants
| Zone    | Pays           | Club                       | Participation | Meilleur résultat      |
| ------- | -------------- | -------------------------- | ------------- | ---------------------- |
| UNAF    | Maroc          | AS FAR                     | 4e            | Champion en 2022       |
| UNAF    | Égypte         | FC Masar                   | 1re           | –                      |
| UFOA A  | Sénégal        | Aigles de la Médina        | 1re           | –                      |
| UFOA B  | Nigeria        | Edo Queens FC              | 1re           | –                      |
| UNIFFAC | RD Congo       | TP Mazembe                 | 2e            | Phase de poules (2022) |
| CECAFA  | Éthiopie       | CBE                        | 1re           | –                      |
| COSAFA  | Afrique du Sud | Mamelodi Sundowns          | 4e            | Champion (2021, 2023)  |
| COSAFA  | Afrique du Sud | University of Western Cape | 1re           | –                      |

### Phase de groupes

#### Groupe A
| Rang | Équipe              | Pts | J | G | N | P | Bp | Bc | Diff |  | Résultats (▼ dom., ► ext.) |     |     |     |     |
| ---- | ------------------- | --- | - | - | - | - | -- | -- | ---- |  | -------------------------- | --- | --- | --- | --- |
| 1    | AS FAR              | 9   | 3 | 3 | 0 | 0 | 8  | 1  | +7   |  | AS FAR                     |     | 2-0 | 3-1 | 3-0 |
| 2    | TP Mazembe          | 6   | 3 | 2 | 0 | 1 | 7  | 3  | +4   |  | TP Mazembe                 | 1-3 |     | 2-0 | 4-0 |
| 3    | UWC                 | 3   | 3 | 1 | 0 | 2 | 2  | 4  | -2   |  | UWC                        | 0-2 | 0-2 |     | 2-0 |
| 4    | Aigles de la Médina | 0   | 3 | 0 | 0 | 3 | 0  | 9  | -9   |  | Aigles de la Médina        | 0-3 | 0-4 | 0-2 |     |

| 9 novembre 2024 | TP Mazembe                                 | 2 - 0 | UWC | Stade Ben M'Hamed El Abdi, El Jadida |  |
| 15:00 (UTC+1)   | 62e (Lacho Marta) 77e (Merveille Kanjinga) |       |     |                                      |  |
| 15:00 (UTC+1)   |                                            |       |     |                                      |  |

| 9 novembre 2024 | AS FAR                                      | 3 - 0 | Aigles de la Médina | Stade Ben M'Hamed El Abdi, El Jadida |  |
| 18:00 (UTC+1)   | 09e 29e (Doha El Madani) 45e (Aziza Rabbah) |       |                     |                                      |  |
| 18:00 (UTC+1)   |                                             |       |                     |                                      |  |

| 12 novembre 2024 | UWC                                           | 2 - 0 | Aigles de la Médina | Stade Ben M'Hamed El Abdi, El Jadida |  |
| 15:00 (UTC+1)    | 51e (Molatelo Kobo) 66e (Ntombifikile Ndlovu) |       |                     |                                      |  |
| 15:00 (UTC+1)    |                                               |       |                     |                                      |  |

| 12 novembre 2024 | AS FAR                                       | 3 - 1 | TP Mazembe           | Stade Ben M'Hamed El Abdi, El Jadida |  |
| 13:00 (UTC+1)    | 50e (Doha El Madani) 52e 58e (Sanaâ Mssoudy) |       | 11e (Elena Nkuandum) |                                      |  |
| 13:00 (UTC+1)    |                                              |       |                      |                                      |  |

| 15 novembre 2024 | UWC | 0 - 2 | AS FAR                   | Stade Ben M'Hamed El Abdi, El Jadida |  |
| 18:00 (UTC+1)    |     |       | 35e 62e (Doha El Madani) |                                      |  |

| 15 novembre 2024 | Aigles de la Médina | 0 - 4 | TP Mazembe                                                         | Stade Larbi Zaouli, Casablanca |  |
| 13:00 (UTC+1)    |                     |       | 50e (Lacho Marta) 52e 65e (Lagoali Kreto) 72e (Merveille Kanjinga) |                                |  |
| 13:00 (UTC+1)    |                     |       |                                                                    |                                |  |

#### Groupe B
| Rang | Équipe            | Pts | J | G | N | P | Bp | Bc | Diff |  | Résultats (▼ dom., ► ext.) |     |     |     |     |
| ---- | ----------------- | --- | - | - | - | - | -- | -- | ---- |  | -------------------------- | --- | --- | --- | --- |
| 1    | Edo Queens FC     | 7   | 3 | 2 | 1 | 0 | 5  | 1  | +4   |  | Edo Queens FC              |     | 0-0 | 2-1 | 3-0 |
| 2    | FC Masar          | 7   | 3 | 2 | 1 | 0 | 3  | 1  | +2   |  | FC Masar                   | 0-0 |     | 2-0 | 2-1 |
| 3    | Mamelodi Sundowns | 3   | 3 | 1 | 0 | 2 | 5  | 3  | +2   |  | Mamelodi Sundowns          | 1-2 | 0-2 |     | 4-0 |
| 4    | CBE               | 0   | 3 | 0 | 0 | 3 | 1  | 9  | -8   |  | CBE                        | 0-3 | 1-2 | 0-4 |     |

| 10 novembre 2024 | Mamelodi Sundowns | 0 - 1 | FC Masar                   | Stade Larbi Zaouli, Casablanca |  |
| 15:00 (UTC+1)    |                   |       | 45+4e (Sandrine Niyonkuru) |                                |  |
| 15:00 (UTC+1)    |                   |       |                            |                                |  |

| 10 novembre 2024 | CBE | 0 - 3 | Edo Queens FC                                                     | Stade Larbi Zaouli, Casablanca |  |
| 18:00 (UTC+1)    |     |       | 05e (Emem Essien) 75e (Folashade Ijamilusi) 81e (Goodness Osigwe) |                                |  |
| 18:00 (UTC+1)    |     |       |                                                                   |                                |  |

| 13 novembre 2024 | Mamelodi Sundowns                                                     | 4 - 0 | CBE | Stade Larbi Zaouli, Casablanca |  |
| 15:00 (UTC+1)    | 17e 30e (Melinda Kgadiete) 26e (Boitumelo Rabale) 37e (Lelona Daweti) |       |     |                                |  |
| 15:00 (UTC+1)    |                                                                       |       |     |                                |  |

| 13 novembre 2024 | Edo Queens FC | 0 - 0 | FC Masar | Stade Larbi Zaouli, Casablanca |
| 18:00 (UTC+1)    |               |       |          |                                |
|                  |               |       |          |                                |

| 13 novembre 2024 | Edo Queens FC                            | 2 - 1 | Mamelodi Sundowns      | Stade Ben M'Hamed El Abdi, El Jadida |  |
| 15:00 (UTC+1)    | 90+5e (Emem Essien) 90+11e (Mary Mamudu) |       | 24e (Melinda Kgadiete) |                                      |  |
| 15:00 (UTC+1)    |                                          |       |                        |                                      |  |

| 13 novembre 2024 | FC Masar                                       | 2 - 1 | CBE                  | Stade Ben M'Hamed El Abdi, El Jadida |  |
| 18:00 (UTC+1)    | 22e (Sandrine Niyonkuru) 85e (Yasmine Mohamed) |       | 90+4e (Senaf Wakuma) |                                      |  |
| 18:00 (UTC+1)    |                                                |       |                      |                                      |  |

### Phase à élimination directe
|  | Demi-finales                                | Demi-finales                                | Demi-finales                                | Demi-finales                                |                               |            | Finale                                     | Finale                                     | Finale                                     | Finale                                     |
|  |                                             |                                             |                                             |                                             |                               |            |                                            |                                            |                                            |                                            |
|  | 19 novembre 2024 11H00 (UTC+1) - Casablanca | 19 novembre 2024 11H00 (UTC+1) - Casablanca | 19 novembre 2024 11H00 (UTC+1) - Casablanca | 19 novembre 2024 11H00 (UTC+1) - Casablanca |                               |            | 23 novembre 2024 18:00 (UTC+1) - El Jadida | 23 novembre 2024 18:00 (UTC+1) - El Jadida | 23 novembre 2024 18:00 (UTC+1) - El Jadida | 23 novembre 2024 18:00 (UTC+1) - El Jadida |
|  | 1er A                                       | Edo Queens FC                               | 1                                           | 1                                           |                               |            | 23 novembre 2024 18:00 (UTC+1) - El Jadida | 23 novembre 2024 18:00 (UTC+1) - El Jadida | 23 novembre 2024 18:00 (UTC+1) - El Jadida | 23 novembre 2024 18:00 (UTC+1) - El Jadida |
|  | 1er A                                       | Edo Queens FC                               | 1                                           | 1                                           |                               |            | 23 novembre 2024 18:00 (UTC+1) - El Jadida | 23 novembre 2024 18:00 (UTC+1) - El Jadida | 23 novembre 2024 18:00 (UTC+1) - El Jadida | 23 novembre 2024 18:00 (UTC+1) - El Jadida |
|  | 2e B                                        | TP Mazembe                                  | 3                                           | 3                                           |                               |            | 23 novembre 2024 18:00 (UTC+1) - El Jadida | 23 novembre 2024 18:00 (UTC+1) - El Jadida | 23 novembre 2024 18:00 (UTC+1) - El Jadida | 23 novembre 2024 18:00 (UTC+1) - El Jadida |
|  | 2e B                                        | TP Mazembe                                  | 3                                           | 3                                           | TP Mazembe                    | TP Mazembe | 1                                          | 1                                          |                                            |                                            |
|  | 19 novembre 2024 14:00 (UTC+1) - El Jadida  |                                             |                                             |                                             | TP Mazembe                    | TP Mazembe | 1                                          | 1                                          |                                            |                                            |
|  |                                             |                                             | AS FAR                                      | AS FAR                                      | 0                             | 0          |                                            |                                            |                                            |                                            |
|  | 1er B                                       | AS FAR                                      | AS FAR                                      | AS FAR                                      | 0                             | 0          | 2                                          | 2                                          |                                            |                                            |
|  | 1er B                                       | AS FAR                                      |                                             |                                             |                               |            |                                            | 2                                          |                                            |                                            |
|  | 2e A                                        | FC Masar                                    | 1                                           | 1                                           |                               |            |                                            |                                            |                                            |                                            |
|  | 2e A                                        | FC Masar                                    | 1                                           | 1                                           | Match pour la troisième place |            |                                            |                                            |                                            |                                            |
|  |                                             |                                             |                                             |                                             |                               |            |                                            |                                            |                                            |                                            |
|  | 22 novembre 2024 18:00 (UTC+1) - El Jadida  |                                             |                                             |                                             |                               |            |                                            |                                            |                                            |                                            |
|  | FC Masar                                    | FC Masar                                    | 0 (4)                                       | 0 (4)                                       |                               |            |                                            |                                            |                                            |                                            |
|  | FC Masar                                    | FC Masar                                    | 0 (4)                                       | 0 (4)                                       |                               |            |                                            |                                            |                                            |                                            |
|  | Edo Queens FC                               | Edo Queens FC                               | 0 (3)                                       | 0 (3)                                       |                               |            |                                            |                                            |                                            |                                            |
|  | Edo Queens FC                               | Edo Queens FC                               | 0 (3)                                       | 0 (3)                                       |                               |            |                                            |                                            |                                            |                                            |

#### Demi-finales
| 19 novembre 2024 | Edo Queens FC                                                                     | 1 - 3 | TP Mazembe        | Stade Larbi Zaouli, Casablanca |  |
| 11:00 (UTC+1)    | 90e (Merveille Kanjinga) 101e (Comfort Folorunsho) (csc) 105e (Marlene Yav Kasaj) |       | 65e (Emem Essien) |                                |  |
| 11:00 (UTC+1)    |                                                                                   |       |                   |                                |  |

| 19 novembre 2024 | AS FAR                                   | 2 - 1 | FC Masar                | Stade Ben M'Hamed El Abdi, El Jadida |  |
| 14:00 (UTC+1)    | 12e (Safa Banouk) 90+9e (Doha El Madani) |       | 90+7e (Maya Abdelrazek) |                                      |  |
| 14:00 (UTC+1)    |                                          |       |                         |                                      |  |

#### Match pour la3eplace
| 22 novembre 2024 | FC Masar                                                                                 | 0 - 0             | Edo Queens FC                                                                          | Stade Ben M'Hamed El Abdi, El Jadida |  |
| 18:00 (UTC+1)    |                                                                                          | (0 - 0)           |                                                                                        |                                      |  |
| 18:00 (UTC+1)    |                                                                                          |                   |                                                                                        |                                      |  |
| 18:00 (UTC+1)    | Sandrine Niyonkuru · Nour Abdelwahed · Hala Moustafa · Maya Abdelrazek · M.A. Eldanbouki | Tirs au but 4 - 3 | Kafayat Mafisere Blessing Illivieda · Emem Essien · Folashade Ijamilusi · Chioma Olise |                                      |  |

#### Finale
| 23 novembre 2024 | TP Mazembe              | 1 - 0   | AS FAR | Stade Ben M'Hamed El Abdi, El Jadida |  |
| 18:00 (UTC+1)    | 10e (Marlene Yav Kasaj) | (1 - 0) |        |                                      |  |
| 18:00 (UTC+1)    |                         |         |        |                                      |  |